# Lujo Vodopivec
Lujo Vodopivec, slovenski kipar, profesor, * 11. april 1951, Ljubljana.

## Šolanje in delo
Vodopivec je po končani pedagoški gimnaziji v Ljubljani leta 1970 začel s študijem kiparstva na Akademiji za likovno umetnost v Ljubljani in tam leta 1974 diplomiral pri profesorjih Dragu Tršarju in Zdenku Kalinu. Tu je leta 1976 pri Dragu Tršarju zaključil tudi kiparsko specialko. 
Leta 1979 je kot štipendist fondacije Barnett Newman odšel na študij kiparstva v Združene države Amerike. Tam je med letoma 1979 in 1980 študiral na New York Studio School, New York pri znamenitem britanskem profesorju Williamu G. Tuckerju. 
Po vrnitvi v domovino je najprej ustvarjal kot svobodni umetnik. Leta 1984 je bil izvoljen za docenta za kiparstvo na ALU, leta 1990 za izrednega in leta 2000 za rednega profesorja. Pri njem so se šolali mnogi najvidnejši sodobni slovenski kiparji srednje generacije: Jože Barši, Alen Ožbolt, Mirko Bratuša, Darko Golija, Dušan Zidar ... 
Živi in dela v Ljubljani.  
Ustvarja v lesu, železu, bronu in v različnih umetnih materialih, ki imajo omejen rok obstojnosti (lendapor, lateks, žica, plastika, polst..). Kipi iz novih materialov vpeljujejo nove barve in s svojo krhkostjo problematizirajo dimenzijo časa. V kipe vgrajuje najdene predmete ali/in predmete iz osebnega sveta.  
Sodi med najpomembnejše predstavnike sodobnega kiparstva in postmoderne razširitve pojma kipa v Sloveniji in širše. Presega stilne okvire in ne tipologije. Je samosvoj ustvarjalec z bogato domišljijo, včasih enigmatičen in drugič duhovit, humoren kronist časa in pripovedovalec osebnih zgodb. 
Od študentskih let dalje stalno in zelo pogosto razstavlja na samostojnih in skupinskih razstavah. Udeležil se je več kiparskih simpozijev oziroma kolonij. V času Jugoslavije je bil prisoten na vseh pomembnih likovnih razstavah doma in predstavitvah jugoslovanske umetnosti v tujini. Leta 1986 je razstavljal na Beneškem bienalu in leta 1994 na Bienalu Sao Paulo. Veliko in odmevno razstavo je imel leta 1998 v samostanski cerkvi, razstavnem prostoru Galerije Božidar Jakac v Kostanjevici. Leta 1999 je imel pregledno razstavo v Moderni galeriji v Ljubljani. Zadnjo samostojno razstavo so mu pripravili v Galeriji Bažato v Ljubljani oktobra 2022.  
Nekatera njegova dela so uvrščena  v stalno zbirko Moderne galerije v Ljubljani in druge zbirke (Zagreb, Beograd). 

## Nagrade
- Študentska Prešernova nagrada (1974)

- Nagrada Zlata ptica (1976)
- Štipendija "Barnett Newman", New York, 1979
- Nagrada Prešernovega sklada (1988)
- Nagrada Riharda Jakopiča (1992)

## Javne postavitve
- Brez naslova, kamen, Študentsko naselje – blok 10, Ljubljana, 1974
- Fontana, pred RTV Maribor, 1977
- Brez naslova, jeklo, Zreče, 1981
- Spomenik, portretno poprsje Lili Novy, Stari trg 11a, Ljubljana, 1985
- Bitva, železo, pred galerijo Equrna (prestavljeno na Špico), Ljubljana, 1987
- Vodnjak s konjički, trg med hotelom Union in Holiday Inn, Ljubljana 1997
- Spomenik, Trg slovenske reformacije, Ljubljana